# Patrick Edward Connor
Patrick Edward Connor (17 de marzo de 1820-17 de diciembre de 1891) fue un general de la Unión durante la guerra civil estadounidense, conocido por sus campañas contra los nativos durante las Guerras Indias en el Viejo Oeste.

## Primeros años y carrera
Connor nació en el rural condado de Kerry, Irlanda. Fue a los Estados Unidos y se alistó en el Ejército estadounidense el 28 de noviembre de 1839. Sirvió en las Guerras semínolas. El 5 de abril de 1845 se nacionalizó como ciudadano estadounidense. Durante la Intervención estadounidense en México, luchó bajo las órdenes de Albert Sidney Johnston. Fue licenciado cuando finalizó su tiempo de alistamiento, y se convirtió en minero.

## Guerra Civil
Cuando estalló la Guerra de Secesión estaba al mando de la «Stockton Blues» una unidad de la milicia de California. Elevó la categoría de la unidad a la de regimiento y ésta se convirtió en la 3.ª Infantería Voluntaria de California. Su regimiento fue enviado al Territorio de Utah para proteger las rutas terrestres de los Indios y dominar una posible insurrección mormona. Durante su estancia en Utah, estableció una base y se mostró descontento con su asignación. Él y sus hombres deseaban servir en Virginia donde se desarrollaban los combates reales y la gloria. Cuando el general Henry W. Halleck (un amigo personal de Connor) se convirtió en comandante general de los Ejércitos de la Unión, Connor alegó que sus hombres se habían alistado para luchar contra los traidores, y ofreció dar 30 000$ de la paga del regimiento para poder embarcar las tropas hacia el frente Este. Halleck sugirió que Connor hiciera un reconocimiento del área de Salt Lake City. Connor lo hizo y estableció el Fuerte Douglas en una posición dominante sobre la ciudad, a pesar de los deseos de los mormones.

## Masacre del río Bear
En 1863, los indios shoshone comenzaron una rebelión en el Territorio de Washington (actualmente Idaho). Ansioso por combatir, Connor envió su regimiento 140 millas sobre el helado paisaje para tratar con los indios. El 29 de enero de 1863 sus tropas se enfrentaron con el campamento shoshoni a lo largo del río Bear. Antes de que Connor en persona llegara al campo, unas pocas tropas cruzaron el río y atacaron el campamento, pero fueron fácilmente rechazadas. Cuando Connor llegó, envió tropas adicionales para bloquear la ruta de escape de los indios a través de un barranco, mientras el resto de los soldados se acercaron al borde y dispararon sobre los indios. Los soldados también impidieron que los indios escaparan disparándoles mientras ellos trataban de cruzar a nado el río. Mataron a casi todos los indios.

## Expedición del río Powder
Después de la masacre del río Bear fue nombrado general de brigada en el ejército voluntario y puesto al mando del Distrito de Utah. Estableció su cuartel general en Fuerte Douglas. En 1865 guio la expedición del río Powder contra los indios siux y cheyennes, que estaban perturbando la ruta de Bozeman y las rutas de correo de los alrededores. En agosto de 1865, derrota completamente una fuerza combinada de tropas siux-arapajó en la Batalla del río Tonge y efectivamente trajo el fin de la campaña. La expedición del río Powder tuvo como consecuencia que hubiera paz durante algún tiempo en el territorio, pero señaló el comienzo de un largo conflicto entre los soldados estadounidenses y la gran nación Siux, culminado 25 años después con la Masacre de Wounded Knee.

## Actividades postguerra
Cuando terminó la Guerra Civil, fue nombrado temporalmente mayor general en el ejército voluntario y retirado del servicio voluntario en 1866. Nunca luchó contra la Confederación en el Este, y continuó comandando tropas en la zona fronteriza, reclutando antiguos soldados de la Confederación para servir contra los indios. Hizo permanente su residencia en Salt Lake City, donde estableció uno de los primeros periódicos de la ciudad. Volvió a dedicarse a la minería y fundó una ciudad en Utah, que llamó Stockton en honor a su antigua unidad.
Murió en Salt Lake City el 17 de diciembre de 1891, y fue enterrado en esa misma ciudad en el cementerio Fort Douglas.